# Holden Roberto
Holden Álvaro Roberto (12. ledna 1923 M'banza-Kongo – 2. srpna 2007 Luanda) založil a vedl Národní osvobozeneckou frontu Angoly (FNLA) v letech 1962 až 1999. Jeho paměti jsou nedokončené.
Narodil se v Sao Salvador v dalekém severu Angoly. V roce 1925 se jeho rodina přestěhovala do Léopoldville v belgickém Kongu. V roce 1940 absolvoval baptistickou misijní školu. Osm let pracoval pro belgické ministerstvo financí v Léopoldville, Costermansville a Stanleyville. V roce 1951 navštívil Angolu a byl svědkem portugalských úředníků, kteří zneužívali starého muže a inspirovali ho k zahájení politické kariéry.

## Politická kariéra
Roberto a Sydney Manuel Barros Nekaka založili Svaz národů severní Angoly (UPNA), později přejmenovaný na Svaz národů Angoly (UPA), dne 14. července 1954. Roberto, působící jako prezident UPA, zastupoval Angolu v All-African Ghanský lidový kongres, kterého se tajně zúčastnil v Akkře v Ghaně v prosinci 1958. Tam se setkal s Patrice Lumumbou , budoucím předsedou vlády Demokratické republiky Kongo , Kennethem Kaundou , budoucím prezidentem Zambie a keňským nacionalistou Tomem Mboya . Získal guinejskéhocestovní pas a navštívil OSN. Jonas Savimbi, budoucí vůdce UNITA, se připojil k UPA v únoru 1961 na naléhání Mboya a keňského předsedy vlády Jomo Kenyatty. Později toho roku Roberto jmenoval Savimbiho generálního tajemníka UPA.
Rada Spojených států pro národní bezpečnost (NSC) začala v padesátých letech poskytovat Robertovi pomoc a platila mu 6 000 $ ročně až do roku 1962, kdy NSC zvýšila plat za shromažďování zpravodajských informací na 10 000 $.